# Большое Заозерье
Большое Заозерье — деревня в Кунгурском районе Пермского края в составе Кыласовского сельского поселения.

## География
Находится в северной части Кунгурского района на берегу старицы Сылвы примерно в 12 километрах от села Кыласово по прямой на восток-северо-восток.

## Климат
Климат умеренно-континентальный с продолжительной снежной зимой и коротким, умеренно-тёплым летом. Средняя температура июля составляет +17,8 °С, января −15,6 °С. Среднегодовая температура воздуха составляет +1,3 °С. Средняя продолжительность периода с отрицательными температурами составляет 168 дней и продолжительность безморозного периода 113 дней. Среднее годовое количество осадков составляет 539 мм.

## История
Деревня известна с 1795 года.

## Население
Постоянное население составляло 58 человек в 2002 году (100 % русские), 41 человек в 2010 году.